# 러스 도넬리
루스 도널리(Ruth Donnelly, 1896년 5월 17일 ~ 1982년 11월 17일)는 미국의 배우, 연극 배우, 텔레비전 배우, 영화배우이다.

## 영화
- 오텀 리브스 (1956년)
- 아이드 클림 더 하이스트 마운틴 (1951년)
- 웨어 더 사이드워크 엔드 (1950년)
- 스네이크 핏 (1948년)
- 성 메리 성당의 종 (1945년)
- 디스 이즈 더 아미 (1943년)
- 탱크 유어 럭키 스타스 (1943년)
- 마이 리틀 치카디 (1940년)
- 어메이징 미스터 윌리엄스 (1939년)
- 스미스씨 워싱톤 가다 (1939년)
- 모어 댄 어 세크러테리 (1936년)
- 케인 앤 마블 (1936년)
- 천금을 마다한 사나이 (1936년)
- 히트 라이트닝 (1934년)
- 해피니스 어헤드 (1934년) - 애너 역
- 원더 바 (1934년)
- 하드 투 핸들 (1933년) - 릴 워터스 역
- 풋라이트 퍼레이드 (1933년)